# Tougher Than Leather
Tougher Than Leather (с англ. — «Жёстче, чем кожа») — четвёртый студийный альбом американской рэп-группы Run-D.M.C., выпущенный 17 мая 1988 года лейблом Profile Records. Альбом был спродюсирован самими участниками группы, Davy D. и Риком Рубином.
Хотя новый альбом не был таким популярным, как его предшественник, он получил платиновый статус и породил такие любимые песни как «Run’s House» и «Mary, Mary». Несмотря на смешанный приём во время его выпуска, сейчас он провозглашён оригинальной классикой хип-хопа, и многие считают его недооценённым альбомом.
Tougher Than Leather достиг 9 места в чарте Billboard 200 и 2 места в чарте Top R&B/Hip Hop Albums в американском журнале Billboard. Альбом был сертифицирован как «платиновый» 19 июля 1988 года.
Альбом содержит 3 сингла, которые попали в чарты журнала Billboard: «Run’s House», «Mary, Mary» и «I’m Not Going Out Like That». «Run’s House» и «Mary, Mary» также попали в хит-парад UK Singles Chart в Великобритании.
Альбом был переиздан на лейбле Arista Records в 1999 и 2003 году. Расширенное ремастеринговое издание вышло в 2005 году и содержало 4 ранее неизданных песни.

## Об альбоме
Платиновый по продажам альбом, следующий за большим коммерчески прорывным альбомом 1986 года, показал некоторые классические треки группы, такие как «Run’s House», «Beats To The Rhyme» и кавер группы The Monkees на песню «Mary, Mary». На «Tougher Than Leather» смешаны не только рэп, но и рок-н-ролл и фанк, таким образом звучание альбома подобно звучанию альбома King of Rock. Альбом был записан на 5 студиях Нью-Йорка: Chung King House Of Metal, Unique Recording Studios, Inc., Electric Lady Studios, Ian London Studios, Greene St. Recording.
В ответ на такие альбомы, как Paid In Full от Eric B. & Rakim, It Takes a Nation of Millions to Hold Us Back от Public Enemy, Criminal Minded и By All Means Necessary от Boogie Down Productions, группа сделала явный отход от своих предыдущих работ, поскольку Джем Мастер Джей использовал большое количество семплов.
Run и DMC также внесли изменения в свой стиль исполнения рэпа, будучи под сильным влиянием от Ракима, они добавили в свои куплеты аллитерацию, полисиллабические рифмы и внутренние рифмы, которые встречаются в таких песнях, как «I’m Not Going Out Like That», «Radio Station» и на заглавном треке. Группа также вводит в свой арсенал повествование (англ. storytelling) в песне «Ragtime». Несмотря на это, Run-D.M.C. не отказывается от своей формулы сочетания хип-хоп-битов с гитарными хард-рок-риффами, используя её в песнях «Miss Elaine», заглавном треке, «Soul To Rock And Roll» и «Mary, Mary».

## Фильм
Альбом сопровождался выходом криминального фильма с одноимённым названием от кинокомпании New Line Cinema с Риком Рубином в качестве режиссёра и Run-D.M.C. в главной роли. По сюжету рэп-группа Run-D.M.C. должна найти и наказать злого руководителя звукозаписывающей компании — наркобарона, который убил их друга. По пути они сталкиваются с расистскими мотоциклистами, блондинкой и Beastie Boys. Фильм был выпущен на видеокассетах 16 сентября 1988 года.

## Список композиций
Информация о семплах была взята с сайта WhoSampled.
| #  | Название                      | Сэмпл(ы) | Длительность |
| -- | ----------------------------- | --- | ------------ |
| 1  | «Run’s House»                 | - The Soul Searchers — «Ashley’s Roachclip» (1974) - James Brown — «Funky Drummer» (1970) | 3:49         |
| 2  | «Mary, Mary»                  | - The Monkees — «Mary, Mary» (1966) - John Davis and the Monster Orchestra — «I Can’t Stop» (1976) - Кавер-версия песни: The Monkees — «Mary, Mary» (1967) | 3:12         |
| 3  | «They Call Us Run-D.M.C.»     | - Doug E. Fresh and Slick Rick — «La Di Da Di» (1985) - Juice — «Catch a Groove» (1976) - Run-D.M.C. — «Jam Master Jay» (1984) | 2:56         |
| 4  | «Beats To The Rhyme»          | - Bob James — «Nautilus» (1974) - James Brown — «Talkin' Loud & Sayin’ Nothing» (1972) - Marva Whitney — «It’s My Thing» (1969) | 2:43         |
| 5  | «Radio Station»               | - Coke Escovedo — «I Wouldn’t Change a Thing» (1976) - Gaz — «Sing Sing» (1978) - Public Enemy — «Bring the Noise» (1987) - LL Cool J — «Dear Yvette» (1985) - LL Cool J — «I Can’t Live Without My Radio» (1985)                                                       | 2:50         |
| 6  | «Papa Crazy»                  | - The Temptations — «Papa Was a Rollin’ Stone» (1972) | 4:18         |
| 7  | «Tougher Than Leather»        | - Kurtis Blow — «AJ Scratch» (1984) - Run-D.M.C. — «Together Forever (Krush-Groove 4) (Live at Hollis Park '84)» (1985) | 4:20         |
| 8  | «I’m Not Going Out Like That» | - Public Enemy — «Rebel Without a Pause» (1987) - Public Enemy — «Bring the Noise» (1987) - Heavy D & The Boyz — «The Overweight Lover’s in the House» (1987) - Run-D.M.C. — «It’s Like That» (1984) - Martin Luther King, Jr. — «I’ve Been to the Mountain Top» (1968) | 4:55         |
| 9  | «How’d Ya Do It Dee»          | - The Meters — «Here Comes the Meter Man» (1969) | 3:20         |
| 10 | «Miss Elaine»                 | | 3:05         |
| 11 | «Soul To Rock And Roll»       | - Chubb Rock — «Rock 'N Roll Dude» (1987) - Run-D.M.C. — «King of Rock» (1985) - Run-D.M.C. — "Hit It Run (1986) | 2:17         |
| 12 | «Ragtime»                     | | 2:42         |

### Дополнительные песни
Информация о бонусных треках была взята из буклета расширенного издания 2005 года.
| #  | Название                            | Описание | Длительность |
| -- | ----------------------------------- | --- | ------------ |
| 13 | «Beats To The Rhyme (Instrumental)» | - B-Side сингла «Run’s House» (1988) - Ранее не издавалась на компакт-дисках. | 2:44         |
| 14 | «Crack (Demo)»                      | - Песня была записана 30 ноября 1986 года. - Ранее не издавалась. - Когда магнитофонная бобина (катушка) с этой записью была найдена, на коробочке была надпись «Crack (для Майкла Джексона)», но, согласно Рану, трек никогда не предназначался для MJ (Майкла Джексона). «Мы встречались с Майклом только один раз. У нас была эта сумасшедшая идея, которая напомнила мне о группах Force MC’s (позже они стали называть себя Force MD’s) и Dot-A-Rock (Fantastic 5 & Cold Crush Brothers). Это звучало как если бы Flash был на битбоксе, а Jesse D из группы Force MC’s мог спеть как Майкл поверх бибокса». | 1:43         |
| 15 | «Christmas In Hollis»               | - Песня была записана 29 сентября 1987 года. - Ранее издавалась на сборнике «A Very Special Christmas & Christmas Rap» - Ран вспомнил как записывалась эта песня: «Однажды утром позвонил Билл Адлер и сказал, что нам нужно сделать запись для Специальной Олимпиады. Я был в креативном настроении и написал весь трек во время завтрака. У меня даже было желе на бумаге. В ту ночь Билл принёс охапку рождественских записей, в итоге мы взяли семпл оттуда». - Семпл: Clarence Carter — «Back Door Santa» (1968) - Семпл: Isaac Watts — «Joy to the World» (1719)                                            | 2:58         |
| 16 | «Penthouse Ad»                      | - Песня была записана 11 февраля 1987 года для апрельского номера журнала Penthouse 1987 года. - Песня была записана для компании Tilley Marlieb Advertising - Ранее не издавалась на компакт-дисках. - Этот рекламный радио ролик был записан для их интервью, которое появилось в эротическом журнале Penthouse. | 0:58         |

## Участники записи
- Дэррил Макдэниелс — исполнитель, вокал
- Джейсон Майзелл — исполнитель, вокал
- Джозеф Симмонс — исполнитель, вокал
- Расселл Симмонс — исполнительный продюсер
- Рик Рубин — продюсер и сведение («Mary, Mary»)
- Run-D.M.C. — продюсер и сведение (все песни)
- Дэви «ДиЭмЭкс» Ривз — продюсер и сведение (все песни, кроме «Mary, Mary»), басс, гитара
- Дэниел Шульман — басс
- Бобби «Афро» Уокер — ударные («Miss Elaine»)
- Джон Сьерра — гитара, пиано
- Андреас Штрауб — гитара
- Винсент Хаммонд — горны
- Аптаун Хорнс — горны
- Джанет Перр — арт-дирекция, дизайн обложки
- Барбара Милн — инженер звукозаписи («Ragtime»)
- Роуи Шамир — инженер звукозаписи (все песни, кроме «Mary, Mary», «Beats To The Rhyme» и «Ragtime»)
- Стив Етт — инженер звукозаписи («Mary, Mary», «Beats To The Rhyme»)
- Анжела Пива — ассистент инженера звукозаписи
- Чак Валле — ассистент инженера звукозаписи
- Грег Гордон — ассистент инженера звукозаписи
- Хауи Вайнберг — мастеринг
- Роберт Льюис — фотографии на диске
- Глен Э. Фридман — фотографии на диске (буклет — переиздание 2005 года)
- Гош Чеуз — фотографии на диске (буклет — переиздание 2005 года)

## Чарты

### Еженедельные чарты
| Чарт (1988)                            | Высшая позиция |
| -------------------------------------- | -------------- |
| США (Billboard 200)                    | 9              |
| США (Billboard Top R&B/Hip-Hop Albums) | 2              |
| UK Albums Chart                        | 13             |
| New Zealand RIANZ Album Chart          | 43             |
| Australian ARIA Album Chart            | 38             |

### Синглы
| 1988 | «Run’s House»                 | -  | 10 | 40 | 30 | -  | 37 |
| 1988 | «Mary, Mary»                  | 75 | 29 | 18 | -  | 14 | 86 |
| 1988 | «I’m Not Going Out Like That» | -  | 40 | -  | -  | -  | -  |

## Сертификации
| Регион | Сертификация | Продажи    |
| --- | ------------ | ---------- |
| США (RIAA) | Платиновый   | 1,000,000^ |
| * Данные о продажах приведены только на основе сертификации. ^ Данные о тиражах приведены только на основе сертификации. |              |            |